# Рукавица, Никита Вадимович
Ники́та Вади́мович Рукави́ца (англ. Nikita Rukavytsya, укр. Микита Вадимович Рукавиця; род. 22 июня 1987[…], Николаев) — австралийский футболист, нападающий.

## Биография
До 14 лет занимался футболом в ДЮСШ «Торпедо» (Николаев), затем переехал с семьёй в Австралию. Продолжил заниматься футболом в клубах «Инглвуд Юнайтед» и «Перт», играя за их молодёжные команды в чемпионате Западной Австралии. Поступил в Австралийский институт спорта и в сезоне 2005/06 выступал за местную студенческую команду.
Ближе к окончанию сезона 2006/07 Рукавица подписал краткосрочный контракт с клубом главной австралийской лиги «Перт Глори». В марте 2007 он продлил соглашение до 2009 года. После отлично проведённого межсезонья, чемпионат 2007/08 у команды и Никиты не заладился, однако постепенно он стал её лидером и одним из открытий сезона. В марте 2008 года в американском Сан-Франциско игрок дебютировал в составе олимпийской сборной, готовившейся к Играм в Пекине, в матче с мексиканскими сверстниками. В апреле 2008 года игрок находился на просмотре в немецком «Ганновере», где не смог закрепиться. В августе 2008 года принял участие во всех трёх матчах своей сборной в Олимпийском турнире, занявшей третье место в своей группе.
В январе 2009 года перешёл в нидерландский «Твенте», который тогда тренировал Стив Макларен. Дебютировал за клуб 1 марта 2009 года в матче высшего дивизиона Нидерландов против «АДО Ден Хаага», завершившийся победой «Твенте» со счётом 1:0. В дебютном сезоне за клуб Рукавица провёл три матча в чемпионате Нидерландов сезона 2008/09.
В январе 2010 года был отдан в аренду в бельгийский клуб «Руселаре» сроком на полгода. А уже в июле 2010 года подписал трёхлетний контракт с «Гертой». Футболист перешёл в немецкий клуб в качестве свободного агента. На чемпионате мира 2010 дважды выходил на замену — против Германии (0:4) и Ганы (1:1). В августе 2012 года перешёл из берлинской «Герты» в «Майнц 05». «Майнц» на протяжении месяца пытался заполучить украинца, но «Герта» только перед самым закрытием трансферного окна согласилась отпустить игрока.
2 сентября 2013 года был отдан в аренду во «Франкфурт».
12 октября 2014 года перешёл в «Уэстерн Сидней Уондерерс», подписав однолетний контракт.
В начале сентября 2015 подписал годичный контракт с иерусалимским «Бейтаром» с опцией продления на ещё один год.
8 июня 2016 года подписал трёхлетний контракт с «Маккаби» из Хайфы с зарплатой 400 тысяч евро в год. В марте 2022 года стал лучшим иностранным бомбардиром в истории Премьер-лиги.
27 сентября 2023 года перешёл в «Уэстерн Юнайтед».

## Достижения

### Индивидуальные
- Медаль Харри Кьюэлла[15]: 2009
- Игрок года ФК «Перт Глори»: 2009